# Deadovsko, Kărdjali
Deadovsko (în bulgară Дядовско) este un sat în comuna Cernoocene, regiunea Kărdjali,  Bulgaria. 

## Demografie
Componența etnică a satului Deadovsko
     Turci (98,21%)
     Nicio identificare (1,78%)
     Altele (0%)
La recensământul din 2011, populația satului Deadovsko era de 392 locuitori. Din punct de vedere etnic, majoritatea locuitorilor (98,21%) erau turci. Pentru 1,78% din locuitori nu este cunoscută apartenența etnică.